# رودجر ميتشيل
رودجر ميتشيل هو سياسي كندي، ولد في 26 مارس 1898، وتوفي في 4 يناير 1967 بسبب تليف رئوي. حزبياً، نشط في الحزب الليبرالي الكندي. وقد انتخب عضو مجلس العموم الكندي.